# 1938 au Canada
Pour un article plus général, voir Chronologie du Canada.
Cet article traite des événements qui se sont produits durant l'année 1938 au Canada.

## Événements

### Politique

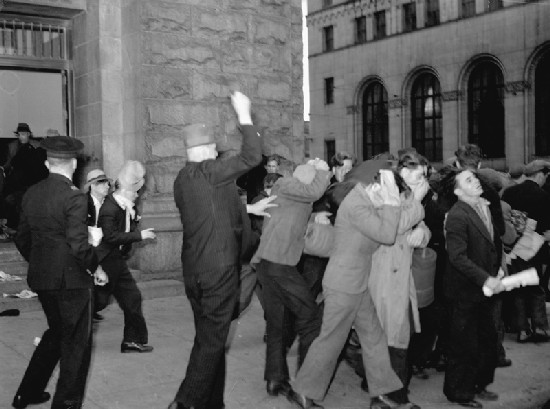
La police évince les manifestants du bureau de poste de Vancouver

- 8 juin : élection générale saskatchewanaise. William John Patterson (libéral) est réélu premier ministre de la Saskatchewan.

- 19 juin : Bloody Sunday. Les émeutes du bureau de poste de Vancouver sont réprimés par la police montée.

- 1er juillet : création du Parc de la Gatineau.

### Sport
- Disparition de l'équipe de hockey les Maroons de Montréal. Les Canadiens de Montréal demeurent la seule équipe de cette ville dans la Ligue nationale de hockey.

### Économie
- Fondation de la Coopérative Agricole de Granby qui deviendra plus tard Agropur.
- Fondation de Husky Energy.

### Science
- Introduction de la vaccination contre la Tuberculose.

### Culture
- Prix du Gouverneur général 1938.

#### Littérature
- Roman Trente arpents de Philippe Panneton.

#### Radio
- Feuilleton La Pension Velder (radio).

### Religion
- 3 décembre : érections du Diocèse d'Amos au Québec et du Diocèse de Hearst en Ontario.
- Albini Lafortune est nommé évêque au Diocèse de Nicolet.
- Ouverture de la Mosquée Al-Rashid à Edmonton. C'est la première mosquée au Canada.

## Naissances
- 11 janvier : Frank Mahovlich, joueur de hockey sur glace et sénateur.
- 13 janvier : William B. Davis, acteur.
- 8 avril : John Hamm, premier ministre de la Nouvelle-Écosse.
- 17 mai : Stuart Smith (en), chef du Parti libéral de l'Ontario.
- 24 mai : Tommy Chong, acteur et musicien.
- 4 juin : John Harvard, lieutenant-gouverneur du Manitoba.
- 11 juin : Andy Brandt, chef du Parti progressiste-conservateur de l'Ontario par intérim.
- 29 juillet : Peter Jennings, journaliste.
- 28 août : Paul Martin, premier ministre du Canada.
- 27 octobre : Tim Ralfe, journaliste.
- 16 novembre : Walter Learning, acteur, réalisateur et scénariste canadien.
- 17 novembre : Gordon Lightfoot, poète et chanteur.
- 19 novembre : Neil Cameron, homme politique anglo-québécois.
- 20 novembre : Colin Fox, acteur.
- 26 novembre : Rich Little, acteur et producteur.
- 16 décembre : John Allan Cameron, chanteur folk.
- 22 décembre : Lucien Bouchard, chef du Bloc québécois et premier ministre du Québec.

## Décès
- 4 janvier : George Halsey Perley, politicien.
- 28 janvier : Hugh Graham, homme d'affaires.
- 23 mars : Thomas Walter Scott, premier ministre de la Saskatchewan.
- 13 avril : Grey Owl, conservationniste.
- 24 avril : John Wycliffe Lowes Forster, artiste.
- 6 mai : Victor Cavendish, gouverneur général du Canada.
- 25 juillet : Francis Longworth Haszard, premier ministre de l'Île-du-Prince-Édouard.
- 26 décembre : Pierre-Ernest Boivin, homme d'affaires et politicien provenant du Québec.